# Eustrophus dermestoides
Eustrophus dermestoides is een keversoort uit de familie winterkevers (Tetratomidae). De wetenschappelijke naam van de soort werd in 1792 gepubliceerd door Johann Christian Ludwig Hellwig.